# Zahlenmeer

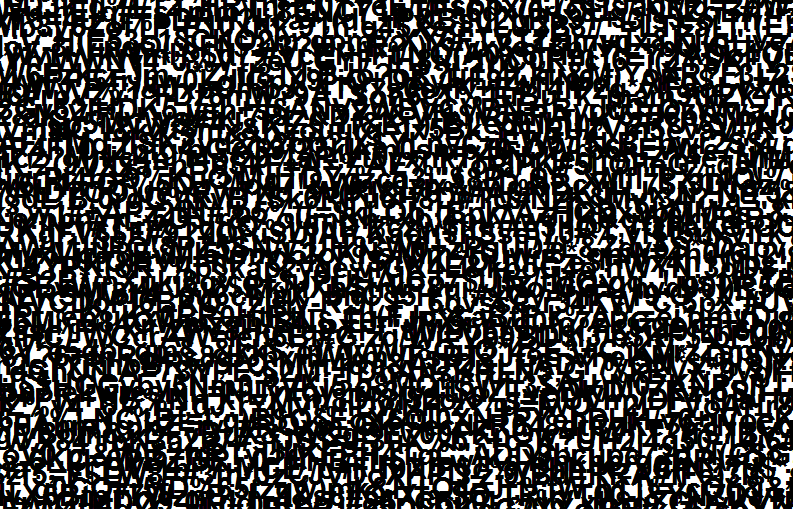
Zahlenmeer: Durch Überlappung lassen sich einzelne Zeichen nicht identifizieren.

Das Zahlenmeer ist ein Druckmuster auf fest verschlossenen Umschlägen, die Informationen wie Geheimnummern vor der Einsicht durch Unbefugte schützen sollen. Unabhängig von seinem Namen kann das Tarnmuster nicht nur aus dicht gedruckten Ziffern, sondern auch aus Buchstaben bestehen. Gelegentlich wird das Zahlenmeer auch als Tötungsraster bezeichnet.

## Funktionsprinzip und Ausführung
Mit genügend starken Lichtquellen kann prinzipiell jeder Briefumschlag, der vertrauliche Informationen enthält, durchleuchtet werden. Selbst bei einer gründlichen Schwärzung bildet sich die geheime Zeichenfolge mit – wenn auch geringem – Kontrast ab, der mit technischen Hilfsmitteln noch verstärkt werden kann. Ein Zahlenmeer versucht daher weniger die Durchleuchtung zu verhindern, sondern es funktioniert nach dem Prinzip der Tarnung: Ein aufgedrucktes Muster überdeckt die Geheiminformation, so dass der Betrachter im Gegenlicht die Vereinigungsmenge aus Sicherheitshintergrund und Geheimnis sieht. Wirkungsvoll ist diese Tarnung besonders dann, wenn
- das Zahlenmeer aus denselben Zeichen oder Grundmustern wie das Geheimnis besteht, also in der Regel aus Buchstaben und Ziffern,
- die Druckfarbe des Zahlenmeers deutlich dunkler ist als die des Geheimnisses,
- die Anordnung der Zeichen auf dem Zahlenmeer unsystematisch und insbesondere nicht aus einem fortlaufenden Text besteht, vor dessen Hintergrund die Geheiminformation herausgefiltert werden könnte (die Abfolge „abcdefghij“ wäre beispielsweise ungeeignet),
- der Deckungsgrad des Zahlenmeers genügend hoch ist, was durch stark überlappende Zeichen erreicht werden kann (eine Zeichenanordnung wie in gewöhnlichen Drucktexten enthält aufgrund der Weißflächen zu viele „Fenster“).

## Anwendung im Zusammenspiel mit einem Umschlag
Die Verwendung eines Zahlenmeers hat prinzipiell nur in Verbindung mit einem gut verschlossenen Briefumschlag Sinn. Dabei ist nicht der Widerstand entscheidend, den der Umschlag beim Öffnen entgegensetzt, sondern allein die gute nachträgliche Entdeckbarkeit der Verletzung des Briefgeheimnisses durch die berechtigte Person. Der Verschluss des Umschlags muss also so gestaltet sein, dass er nur durch eine Beschädigung geöffnet werden kann, die auch für den Laien klar erkennbar ist.
Aufgrund der prinzipiell leichten Zugänglichkeit der Geheiminformation in einem Umschlag können mit einem Zahlenmeer nur solche Informationen geschützt werden, deren Kenntnis durch Dritte nur unerwünscht, aber nicht gefährlich ist, wozu zum Beispiel Kontoauszüge zählen. Handelt es sich um Geheimnummern, so muss der Missbrauch durch einen „Zweitschlüssel“ gesichert sein, etwa durch eine Automatenkarte oder im Falle von Transaktionsnummern durch ein Kennwort.